# Cargo (Lied)
Der Titel Cargo des Sängers Axel Bauer gilt als einer der größten französischen Hits der 1980er Jahre. Rund 500.000 mal wurde der Titel verkauft. Das Video zum Lied wurde von dem Regisseur Jean-Baptiste Mondino im Stil des Kinofilms Querelle von Rainer Werner Fassbinder erstellt und war das erste französischsprachige Lied, das auf MTV gezeigt wurde.